# Lituanizacja
Lituanizacja (litwinizacja) – proces przyswajania lub celowego stopniowego narzucania przez państwo litewskie litewskiego języka, obyczajów, kultury i wzorców w sztuce.
Lituanizacja była skierowana m.in. w okresie międzywojennym przeciwko mniejszości polskiej na Litwie. Jednym z głównych argumentów lituanizacji było w stosunku do Kowieńszczyzny (i jest w stosunku do Wileńszczyzny), że Polacy na Litwie to spolonizowani Litwini, którym trzeba przywrócić świadomość narodową (zob. lituanizacja Kowieńszczyzny).

## Lituanizacja 1918-1940
zob. Lituanizacja na Litwie Kowieńskiej

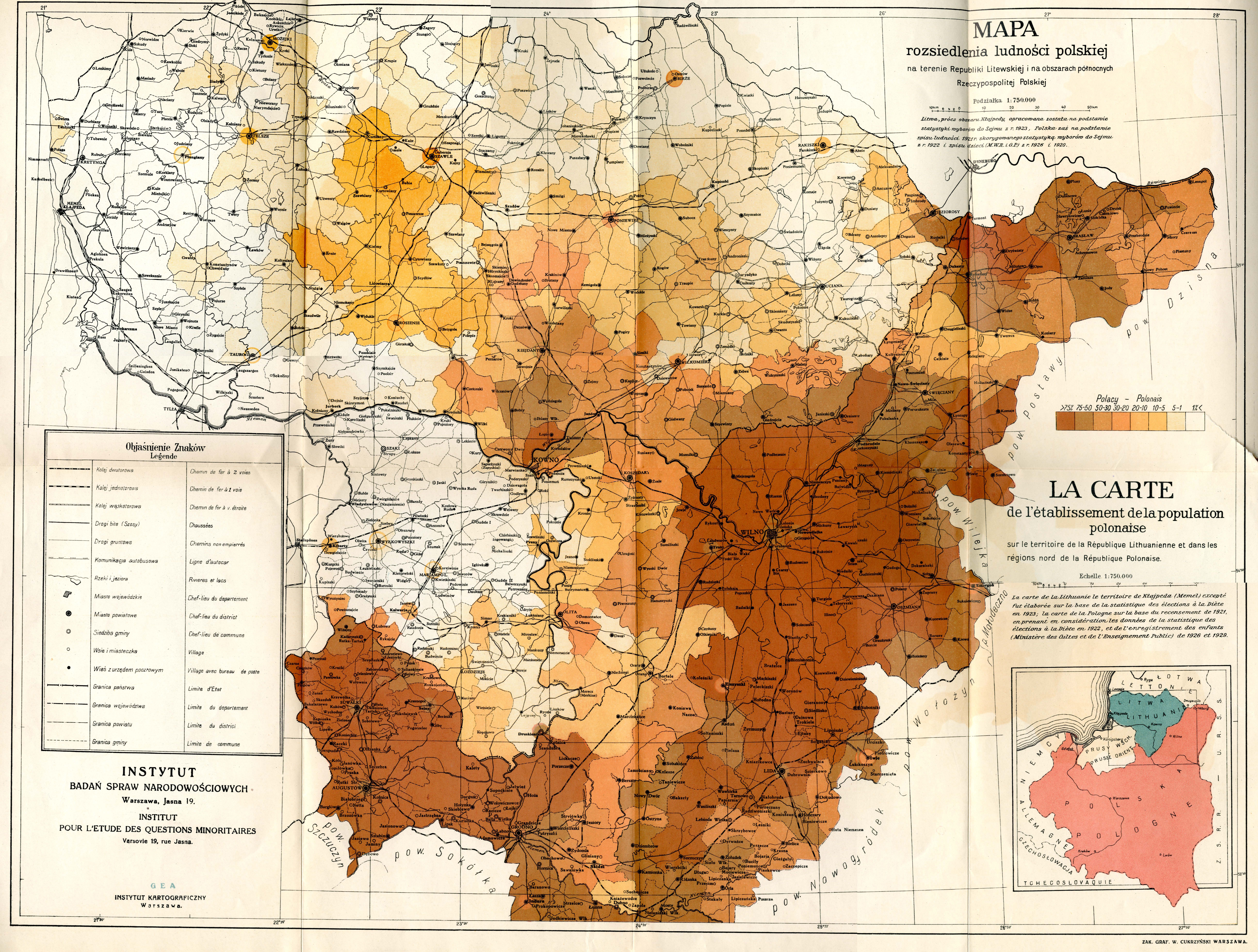
Rozmieszczenie ludności polskiej na Litwie Kowieńskiej i w przygranicznych powiatach polskich w latach dwudziestych XX w.

## Lituanizacja w okresie sowieckim
W czasach Litwy Sowieckiej uznano, że na Kowieńszczyźnie nie ma już Polaków i nie dopuszczano żadnych form szkolnictwa polskiego i organizacji polskich. Natomiast na wcielonej do republiki części Wileńszczyzny władze sowieckie na zasadzie dziel i rządź, by przeciwstawić Polaków napływowym Litwinom, zezwoliły na szkolnictwo w języku polskim, ale w sowieckim duchu, pewne formy życia kulturalnego i polskojęzyczną prasę (gazeta „Czerwony Sztandar”). Pomimo tego istniejące warunki w państwie totalitarnym sprzyjały asymilacji, przykładem są liczne przesiedlenia wewnątrz republiki. Na mocy decyzji Rady Ministrów Litewskiej SRR w latach 1951–1953 zostało wywiezionych do kołchozów w głąb LSRR 16 tys. osób z Wileńszczyzny.
W związku z tym, że szkoły na Wileńszczyźnie były rosyjskojęzyczne, życie publiczne odbywało się w języku rosyjskim, bez potrzeby znajomości języka litewskiego, a wszelki awans społeczny wymagał znajomości języka rosyjskiego postępowała rusyfikacja Polaków. Rusyfikacji sprzyjał zupełny brak polskiej inteligencji, która została wysiedlona z Wilna – wielkiego ośrodka polskiej kultury i nauki (Uniwersytet Stefana Batorego), a pozostała ludność polska, według statystyk, w okresie sowieckim była najgorzej wykształconą grupą narodową, z wyjątkiem Cyganów. W okresie Litwy Sowieckiej procesom lituanizacyjnym podlegała nadal Kowieńszczyzna, a na Wileńszczyźnie postępowała rusyfikacja, która wyhamowała po uzyskaniu niepodległości, ale nie została zatrzymana, w związku z obecnością popularnej kultury rosyjskiej w życiu publicznym, w tym młodzieżowej, tytułów prasowych, wielu kanałów telewizyjnych, przy niemal nieobecności kultury, mediów i prasy polskiej.
Rusyfikacja nie oznaczała jednak akceptacji systemu komunistycznego, bowiem pozostali Polacy, jako w większości ludność wiejska, tradycjonalistyczna i przywiązana do kościoła, proporcjonalnie w mniejszym stopniu niż etniczni Litwini i Rosjanie przynależeli do KPZR. W 1989 r. spośród Polaków w KPZR było 3,6% osób, Litwinów 5,1%, Rosjan 10,1%, Białorusinów 10,2% i Żydów 14,3%. Przejawem oporu przeciw sowietyzacji był także znacznie słabszy na Wileńszczyźnie niż w pozostałej części republiki postęp kolektywizacji. Mimo to na początku lat dziewięćdziesiątych w mediach w Polsce przeciwstawiano demokratyczny Sąjūdis (chętnie porównywany do Solidarności) i „polskich komunistów” spod Wilna.

## Lituanizacja po 1991 r.
W dzisiejszej Litwie lituanizacja jest popularyzowana przez organizację litewskich nacjonalistów – Vilniję, która jest finansowana jako organizacja pożytku publicznego z budżetu państwa, a jej przedstawiciele zajmują wysokie stanowiska urzędnicze, doradcze lub naukowe. Na przykład prezes Vilniji dr Kazimieras Garšva, wielokrotnie wyróżniany za swoją działalność odznaczeniami państwowymi, jest doradcą społecznym w Ministerstwie Oświaty.
Jednym ze zwolenników lituanizacji Wileńszczyzny, na której nadal przeważają liczebnie Polacy jest między innymi „ojciec niepodległości litewskiej” Vytautas Landsbergis wspierający inicjatywy zmierzające do depolonizacji tzw. „Wschodniej Litwy” (Wileńszczyzny), co nie jest zauważane przez media i polityków z Polski. Między innymi przed wyborami parlamentarnymi wzywał Litwinów do meldowania się na Wileńszczyźnie w celu odniesienia historycznego zwycięstwa nad Polakami z AWPL.
Przed wyborami samorządowymi w 2011 r. Landsbergis wzywał natomiast rządzących w Republice Litewskiej konserwatystów, aby doprowadzili do ograniczenia wpływów Polaków na Wileńszczyźnie poprzez ograniczenie ich praw wyborczych. W rezultacie żaden z przedstawicieli Akcji Wyborczej Polaków na Litwie nie otrzymał stanowiska przewodniczącego w którejkolwiek z rejonowych komisji wyborczych, nawet na terenach, na których Polacy stanowią zdecydowaną większość. Ponadto granice okręgów wyborczych są ukształtowane tak by zniwelować przewagę liczebną Polaków poprzez tworzenie okręgów z przewagą etnicznych Litwinów. Polacy, jako mniejszość, w wyborach nie są zwolnieni też z wymogu osiągnięcia progu wyborczego obowiązującego partie polityczne, co ma zastosowanie w Polsce wobec mniejszości. O ile w ostatniej Radzie Najwyższej LSRR Polacy mieli 8 przedstawicieli, to w kadencji 2008-2012 w Sejmie RL zasiadało już tylko 3 polskich posłów (obecnie ponownie 8). Przed kilkoma laty stowarzyszenie Vilnija proponowało podnieść jeszcze próg z 5 do 7%, tak by uniemożliwić Polakom wejście do Sejmu RL.

### Reprywatyzacja ziemi
W ciągu ostatnich 20 lat w ramach reprywatyzacji przeprowadzono faktyczną kolonizację Wileńszczyzny, bowiem prawo litewskie zezwalało na zwrot ziemi upaństwowionej przez ZSRR w dowolnej części Litwy, a zatem wielu etnicznych Litwinów ziemię utraconą na przykład na Żmudzi odzyskało pod Wilnem (znacznie większej wartości). Ponadto w 1996 r. rozszerzono granice administracyjne Wilna wyłączając z reprywatyzacji dodatkowe 10,5 tys. ha ziemi polskich właścicieli. Ziemię „zwracano” według kryterium klasy rolnej gruntu, a zatem za lepszej klasy ziemię pod Poniewieżem przekazywano przeliczony większy obszar gorszej, ale znacznie droższej, ponieważ położonej w pobliżu dużego miasta – Wilna. Za 5 ha otrzymywano nawet 30 ha, które sprzedawano następnie developerom budującym osiedla, a w nich osiedlali się przybysze z innych części tego państwa zmieniając strukturę etniczną na niekorzyść Polaków (udział Polaków tylko w rejonie wileńskim spadł z 80% do 60%). Wśród tych, którzy uzyskali ziemię na Wileńszczyźnie i w Wilnie kosztem polskich właścicieli i spadkobierców są przedstawiciele litewskiego establishmentu, w tym Vytautas Landsbergis (przeniósł ziemię spod Kowna pod Niemenczyn na Wileńszczyźnie, podobnie jak jego żona, która otrzymała ziemię kosztem polskich właścicieli).
Do końca 2010 r. w zamieszkanym w większości przez Polaków rejonie wileńskim zwrócono ziemię dla 80% ubiegających się, w tym prawie połowa to „ziemia przeniesiona” z innych części Republiki Litewskiej. W rezultacie brakuje ziemi dla 50–60% miejscowych, niemal wyłącznie polskich właścicieli i spadkobierców (przed wojną etniczni Litwini stanowili w mieście niespełna 2% mieszkańców, a podmiejskie wioski były wyłącznie polskie). Tymczasem wskaźnik zwrotu ziemi w innych częściach tego państwa wyniósł 98–99%. Ponadto roszczenia realizowane są tylko w części i w praktyce pełny zwrot nieruchomości upaństwowionych dokonano w przypadku kilkunastu polskich właścicieli. Mnożone również były przeszkody formalne, gdy np. w rejonach litewskich zezwalano, by zebranie mieszkańców zaświadczało o dawnej własności, to w rejonach polskich wymagano dokumentów, z których zachowało się ledwie 17% i tylko po polsku, co również bywa nie uwzględniane przez litewską administrację.

### Polityka historyczna i kultura
Od odzyskania niepodległości ślady kultury polskiej są zacierane poprzez np. zastępowanie historycznych inskrypcji w języku polskim na nowe w języku litewskim z nazwiskami uczonych, duchownych, ludzi kultury w litewskiej wersji nazwiska.
Republika Litewska podkreśla, że Wilno i Wileńszczyzna były siłą zabrane przez Polskę po wojnie z bolszewikami, następnie przez nią okupowane, prowadzona była kolonizacja polska i prześladowania Litwinów, w okresie II wojny wskazuje się zbrodnie Armii Krajowej wobec Litwinów. Dziedzicem wszystkiego, co w przeszłości określano mianem „litewskie” jest wyłącznie Republika Litewska (zob. Litwini w znaczeniu historycznym). Rola Polski w dziejach i w historii związków dwustronnych jest przedstawiana negatywnie. Również wszystkie czołowe media i kultura popularna przedstawiają negatywny obraz Polaka (np. fabularny film w wersji kinowej i jako serial telewizyjny o autentycznej postaci, ale „luźno” osadzony – według schematu podli Polacy w carskich mundurach przeciwstawieni zostają szlachetnemu Litwinowi – w realiach lat sześćdziesiątych i siedemdziesiątych XIX w., po powstaniu styczniowym: „Tadas Blinda. Pradžia” 2011, reż. Donatas Ulvydas).
W rezultacie blisko stuletnich działań w kulturze masowej Republiki Litewskiej dominuje, a właściwie powrócił na nowo od początku lat dziewięćdziesiątych XX w., negatywny obraz Polski i Polaka, oraz przytłumiona za czasów okupacji sowieckiej międzywojenna antypolskość, odżyła na nowo, a za sprawą dominujących środowisk, szczególnie konserwatywnych (Vytautas Landsbergis), narasta. Z drugiej strony Polska bądź na skutek ignorancji, bądź naiwnej mickiewiczowsko-giedroycowskiej wizji nowego społeczeństwa i państwa litewskiego kompletnie oddała pole kultury masowej. Dotyczy to nie tylko mediów i kultury adresowanej do miejscowych Polaków, ale także Litwinów. Każda sieć telewizyjna ma w ofercie dziesiątki kanałów, poza litewskimi, rosyjskich i z reguły najwyżej polską TVP Polonia. Doprowadziło to m.in. do pogarszania obrazu Polski i Polaka w każdym kolejnym sondażu oraz aktów przemocy wobec osób posługujących się językiem polskim.

### Sytuacja szkolnictwa
Według spisu z 2002 r. Litwinów w Polsce było 5 639, a według spisu z 2001 r. Polaków w Republice Litewskiej było 234 989. Litwini w Polsce mają 17 placówek szkolnych z 730 uczniami a Polacy na Litwie 120 placówek z 16 000 uczniów.
W Polsce zatem przypada 43 litewskich uczniów/szkołę, a w Republice Litewskiej 133 polskich uczniów/szkołę.
Uczniowie litewscy w Polsce stanowią 12,58% populacji mniejszości, a uczniowie polscy w Republice Litewskiej stanowią 6,8% populacji mniejszości. W całej Republice Litewskiej było w 2009 r. 430 000 uczniów, w tym 16 000 w polskich szkołach co stanowi 3,7%. Biorąc pod uwagę, że Polacy stanowią 7% ludności oznacza to, że już obecnie połowa dzieci polskich chodzi do szkół litewskich.
Wejście w życie ustawy oświatowej z 2011 r. prowadzi do zamykania w małych miejscowościach szkół mniejszości narodowych i pozostawienie tam jedynie szkół litewskich a co za tym idzie (wg środowisk polskich) do ograniczenia liczby uczniów w polskich szkołach.
W roku szkolnym 2017/18 ujednolicono ustawowo zakres programowy nauki języka litewskiego w szkołach litewskich i mniejszości narodowych na Litwie, co ma wpłynąć wg strony polskiej w dalszym przebiegu nauki na nierówność szans w postępach w nauce oraz w zdawaniu matury z tego języka. Wszystkie dzieci rozpoczynające naukę w szkole w 1. klasie pracują z tym samym podręcznikiem, niezależnie czy są dziećmi litewskimi, władającymi tym językiem na co dzień, czy dziećmi polskimi, które często w ogóle w domu nie mówią i nie znają litewskiego.
Uczniowie mniejszości narodowych na Litwie (polskiej i rosyjskiej) mają możliwość pisania sprawdzianu wiedzy z języka ojczystego po ukończeniu klasy 10 (II gimnazjalnej) i po klasie 12 (IV gimnazjalnej).
Szkoły polskie są finansowane na poziomie 115% finansowania szkół litewskich, a w Polsce litewskie na poziomie 150% finansowania szkół polskich. Zniesiono także obowiązkowy egzamin maturalny z języka ojczystego (polskiego) a ocena nie jest wliczana do średniej na świadectwie dojrzałości. W Polsce egzamin maturalny z języka ojczystego jest obowiązkowy w szkołach mniejszości i jest wliczany do średniej na świadectwie dojrzałości.
W szkołach litewskich młodzieży przekazywany jest jednostronny obraz stosunków polsko-litewskich (zob. wyżej Polityka historyczna i ochrona dziedzictwa kulturowego). Dla przykładu wśród listy obowiązkowych lektur do egzaminu maturalnego znajdują się takie teksty jak Ignasa Šeiniusa, Kuprelis (1913): ...Wiesz, w kim się kochałam? W Polaku... Był niezwykle pięknym chłopcem, ale nie wszystko mi się w nim podobało – przede wszystkim, że był Polakiem. Ja przymuszałam go do mówienia po litewsku, a on mnie – po polsku. Przez to często wybuchały między nami kłótnie... ...Rozstaliśmy się, wygrażając pięściami... Ja miałam około piętnastu lat, on szesnaście. ...Ani śladu tej miłości nie zostało. Jak można kochać Polaka, swojego wroga?...
Innym przykładem indoktrynacji są konkursy organizowane w państwowych szkołach litewskich Wileńszczyzny np. w 2010 r. konkurs polegający na napisaniu wypracowania nt. Skutki polskiej okupacji dla Litwy Wschodniej. Zwyciężczyni, 15-letnia uczennica takiej szkoły (Szkoła Tysiąclecia w Solecznikach), w swoim wypracowaniu, które zostało publicznie przedstawione podczas konferencji „naukowej” (z udziałem Vytautasa Landsbergisa, posła na Sejm RL Gintarasa Songaily oraz prezesa Stowarzyszenia „Vilnija”, współpracownika Ministerstwa Oświaty RL dr. Kazimierasa Garšvy) napisała:
Litwa Wschodnia [Wileńszczyzna] w XX w. była polonizowana, rozpoczęto terror wobec mieszkających tam Litwinów, Rosjan i Żydów. Niepolski język i kultura były pogardzane, utrudniano ich rozwój. [...] Polska zubożyła i wynarodowiła litewskie ziemie. Jednym ze skutków jest zubożenie kultury. Moim zdaniem, kultura litewska bardzo ucierpiała w Litwie Wschodniej, szerzyła się tu polska kultura. [...] Dziś mieszkający w Litwie Wschodniej Litwini z powodu niedbalstwa naszych władz czują się, jakby znów żyli pod okupacją, a to prowadzi do erozji naszej narodowej tożsamości [...] Litwini nie mają takich dobrych warunków do nauki, jakie są stwarzane dla przedstawicieli innych narodowości, a język litewski nie cieszy się szacunkiem, należnym językowi konstytucyjnemu. Potrzebne są starania naszych władz i społeczeństwa, żeby skutki okupacji na etnicznych litewskich ziemiach były usunięte i by Litwini nie czuli się krzywdzeni.
Jeszcze bardziej widoczna jest asymetria, gdy porówna się sytuację Polaków z Kowieńszczyzny, przedwojennych obywateli Republiki Litewskiej i ich potomków, z sytuacją Litwinów na Suwalszczyźnie, przedwojennych obywateli Polski i ich potomków. Polacy na Kowieńszczyźnie nie mają żadnej placówki oświatowej, a tylko msze w języku polskim w dwu kościołach, w Kownie i Wędziagole.

### Język mniejszości
Język mniejszości nie jest lokalnym językiem urzędowym niezależnie od liczebności mniejszości. W Polsce język mniejszości jest lokalnym urzędowym jeśli mniejszość stanowi powyżej 20%. W Republice Litewskiej dopuszczalny jest tylko zapis nazwisk w wersji litewskiej, przy czym sposób zapisu określa urzędnik. Nierzadkie są przypadki, gdy członkowie rodzin mają w różny sposób zapisane nazwisko, co przysparza wielu praktycznych trudności, w tym na przykład sprawach spadkowych. Ścigane jest pod karą grzywny umieszczanie dwujęzycznych napisów z nazwami ulic i miejscowości, niezależnie od liczebności mniejszości, a nawet umieszczanie takich napisów na obiektach prywatnych (np. sklepy, autobusy prywatnego przedsiębiorstwa komunikacyjnego).
Media w języku polskim, takie jak dziennik „Kurier Wileński” (w nakładzie 3000 egz.), „Tygodnik Wileński”, Radio „Znad Wilii” są finansowane ze środków własnych i dotacji z Polski. Tymczasem w Polsce główne pismo mniejszości litewskiej „Aušra” jest finansowane głównie przez MSWiA i wydawane w 1000 egz.